# František Václav Pštross
František Václav Pštross (ur. 14 marca 1823 w Pradze, zm. 12 czerwca 1863 tamże) – czeski fabrykant i polityk, burmistrz Pragi w latach 1861–1863.

## Życiorys
Pochodził z rodziny garbarzy z Nowego Miasta. Ukończył szkołę średnią i następnie kształcił się w zawodzie ojca. W 1848 roku został wybrany do praskiej rady miejskiej, niedługo później musiał jednak zrezygnować z mandatu z powodu zbyt młodego wieku. W 1852 roku odbył podróż po Niemczech, Francji i Wielkiej Brytanii, gdzie poznawał techniki obróbki skóry w fabrykach, po powrocie założył własną fabrykę na Nowym Mieście. Od 1858 roku był prezesem praskiej izby przemysłowo–handlowej.
11 kwietnia 1861 roku praska rada miejska wybrała go na burmistrza. Podczas jego kadencji rada miejska podjęła decyzję o wprowadzeniu języka czeskiego jako języka nauczania we wszystkich szkołach w mieście oraz jako języka urzędowego, w tym czasie powstały także w Pradze organizacje takie jak Sokół oraz pierwsze czeskie kasy oszczędnościowe i banki. 
Zmarł w trakcie kadencji na zapalenie opon mózgowych.
Jest patronem ulicy w Pradze.